# Jeannine Roussel
Jeannine Roussel  est une productrice et réalisatrice américaine.
Elle est nommée dans deux catégories pour son travail sur La Belle et le Clochard 2.

## Biographie
Elle travaille principalement dans le département édition, elle également est productrice, responsable de production et réalisatrice.

## Filmographie

### Comme réalisatrice
- 2001 : La Belle et le Clochard 2 (avec Darrell Rooney)